# Ștrand natural

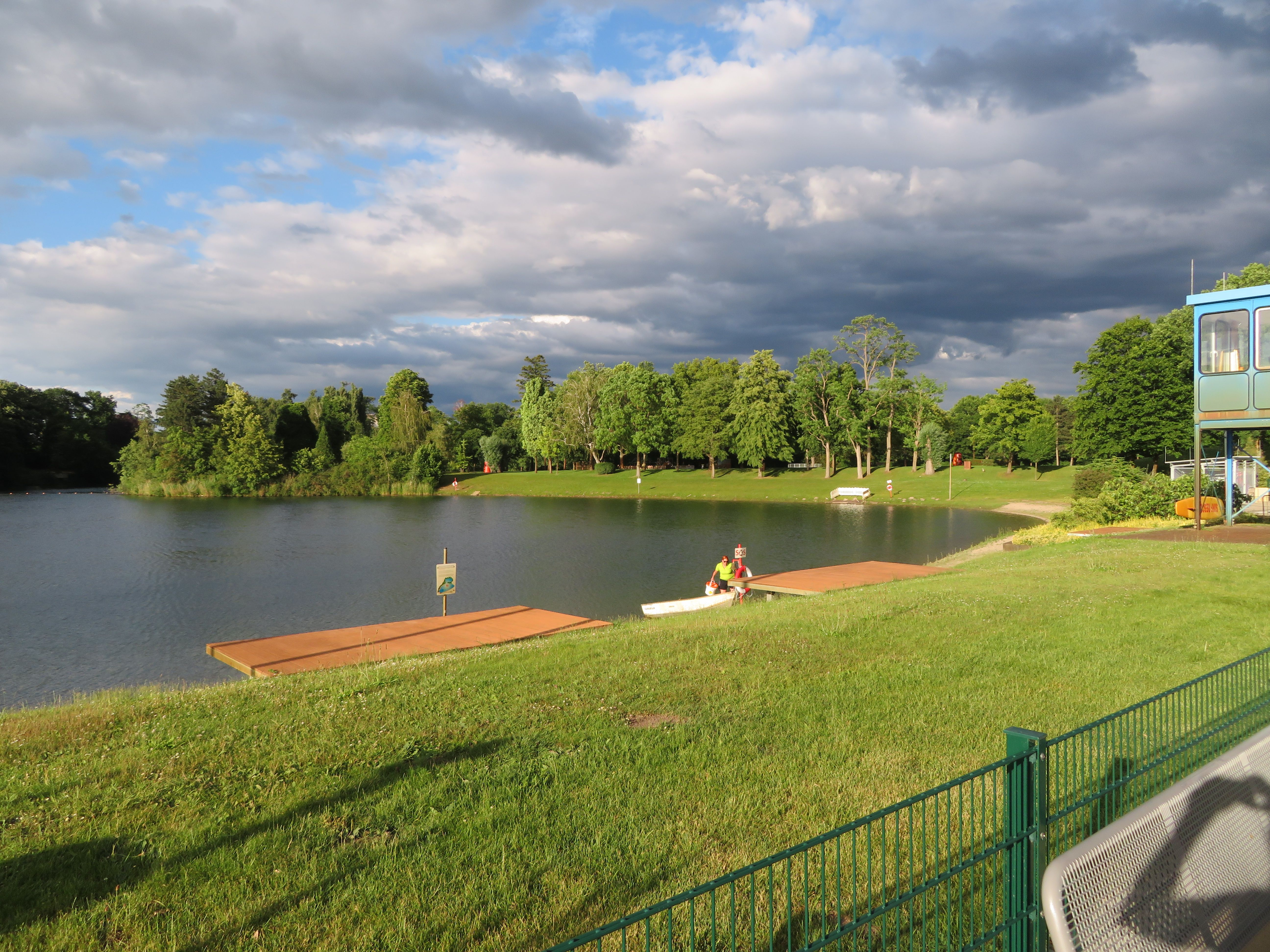
Un iaz de dimensiuni mari

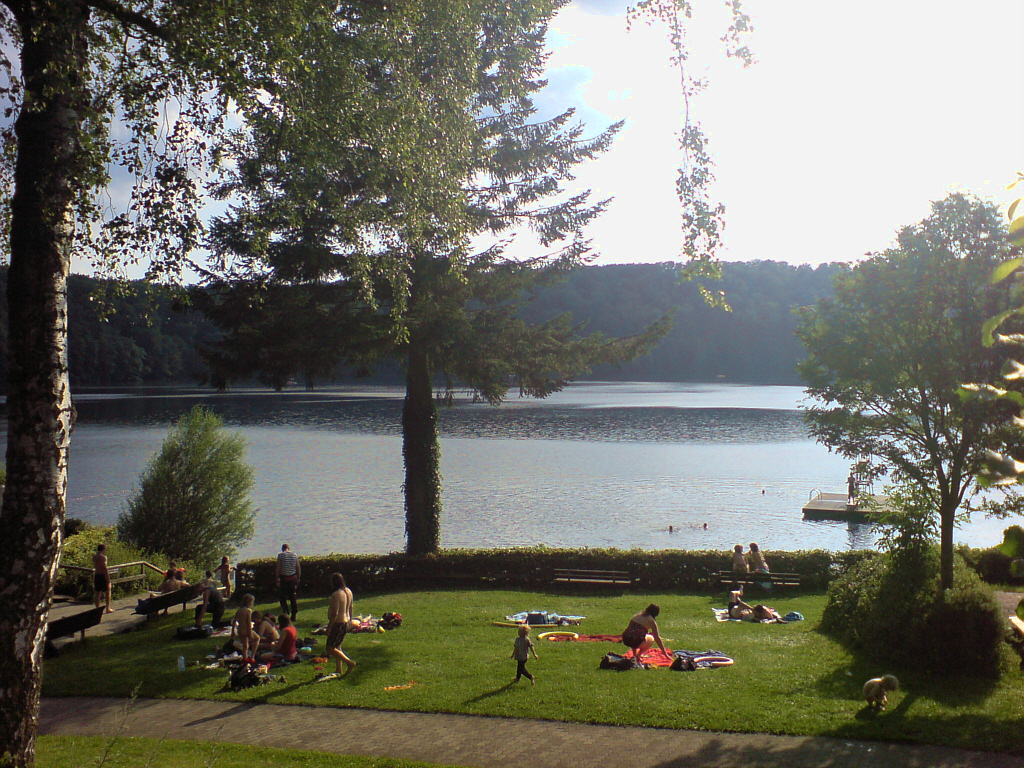
Ștrand Pulvermaar în Vulkaneifel

Un ștrand natural este o zonă clar definită, constând dintr-o zonă desemnată prevăzută cu apă care este adecvată pentru a putea fi folosit, în timpul verii, pentru plajă, baie sau pentru sporturi nautice și o zonă de teren care este alocată și delimitată acestei ape și este de regulă acoperită cu iarbă sau nisip. Ștrandul este dotat cu aparatură tipică piscinelor (de exemplu trambulină, tobogan). Piscinele naturale includ de ex. băi de râu sau lac.
Iazurile create artificial sunt adesea denumite și bazine naturale, deși acesta nu este termenul corect.